# Curricé
Manuel Francisco Flores Martín (Madrid, 12 de gener de 1988), més conegut com Curricé, és un youtuber i cantant espanyol.
Té aquest nom artístic perquè sa mare li deia Curro, per això als seus inicis va emprar el nom de Curri Currito i posteriorment Curricé, a vegades escrit com CurriC.
El 21 de maig de 2015 va llançar el seu primer EP, titulat Origins i l'11 de desembre de 2015 el seu primer disc titulat Nevernation. El seu primer senzill va ser Fall for you.
En 2020 va participar en la setena temporada del programa de televisió La Voz, quedant en quart lloc. És el germà petit del també youtuber i raper JPelirrojo, tots dos tenen una germana major, na Rebeca, que no es dedica a YouTube.

## Carrera

### Música
Des de petit li va interessar la música, especialment el rap. Al costat del seu germà conegut artísticament com JPelirrojo, va publicar un disc, principalment de rap, Rutilismo, a mitjans del 2012. També va col·laborar amb el raper Porta.
Més tard va començar a acostar-se al pop fent covers en YouTube, la qual cosa li va servir per a formar part del grup Cahoots al costat de Matt DeFreitas i Tom Joseph Law. El grup va guanyar un concurs en 2015 per a participar en el concert "Summertime Ball 2015", celebrat a l'Estadi de Wembley i organitzat per "Capital FM".
També el 2015 va començar la seva carrera en solitari com a artista pop llançant el seu primer extended play titulat Origins. El 2017 va publicar el seu primer disc autoeditado anomenat Ideas & Fears amb un senzill anomenat Number One, més tard va realitzar una gira per tot Espanya, a més ha col·laborat en més d'una ocasió amb el seu germà JPelirrojo en el disc Sin Miedos i en el senzill Tú ya no estás aquí (Una adaptació amb estrofes en espanyol de la cançó del disc de Curricé The Same Way i el seu primer LP titulat Nevernation. Va participar en el concert "Primavera POP" organitzat pels 40 principales. Més tard va començar una gira per Espanya.
El 2017 va publicar un disc anomenat Ideas & Fears amb un senzill anomenat Number One, més tard va realitzar una gira per tot Espanya. Ha col·laborat amb el seu germà JPelirrojo al disc Sin miedos i en el senzill Tú ya no estás aquí (Una adaptació amb estrofes en espanyol de la cançó del disc de Curricé The Same Way).

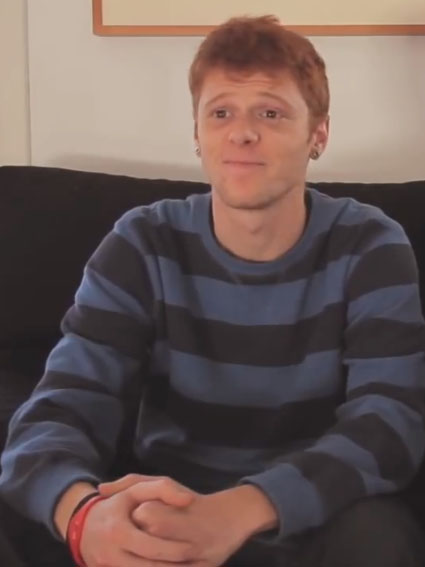
Curricé en un vídeo del seu germà el 2013.

En Curricé té tres canals en la plataforma YouTube: CurriceVlogs, MrCurriceMusic i Currice. Actualment només manté actiu el tercer, obert el 23 de juliol de 2009. En els seus inicis pujava vídeos d'humor i videoblogs; més tard va introduir covers i cançons originals, i en l'actualitat se centra més en la seva faceta musical que en els videoblogs.

## Discografia

### Àlbums d'estudi
| Títol       | Detalls de llançament |
| ----------- | --- |
| Nevernation | - Data de llançament: 11 de desembre de 2015 - Formats: CD, descàrrega digital - Discogràfica: Let's Do It Produccions, S.L. |

| Títol         | Detalls de llançament |
| ------------- | --- |
| Ideas & Fears | - Data de llançament: 7 de desembre de 2017 - Formats: CD, descàrrega digital - Discogràfica: The Entourage Project, S.L. |

| Títol   | Detalls de llançament |
| ------- | --- |
| Salvaje | - Data de llançament: 25 de març de 2021 - Formats: CD, descàrrega digital - Discogràfica: Universal Music Spain, S.L.U. |

### Extended plays
| Títol  | Detalls de llançament |
| ------ | --- |
| Origin | - Data de llançament: 25 de maig de 2015 - Formats: CD, descàrrega digital - Discogràfica: Let's Do It Produccions, S.L. |